# Ouled Hellal
Ouled Hellal (em árabe: اوالد هالل) é uma comuna localizada na província de Médéa, Argélia. De acordo com o censo de 2008, a população total da cidade era de 3 367 habitantes.